# Jean Strouse
Jean Strouse (née en 1945) est une biographe, administratrice culturelle et critique américaine. Elle est surtout connue pour ses biographies de la chroniqueuse Alice James et du financier John Pierpont Morgan.

## Biographie
Jean Strouse est diplômée du Radcliffe College en 1967. Elle est assistante éditoriale à la New York Review of Books de 1967 à 1969. Elle est critique littéraire au magazine Newsweek de 1979 à 1983 et remporte une bourse MacArthur en septembre 2001. Elle reçoit également des bourses de la Fondation John-Simon-Guggenheim, du National Endowment for the Humanities et du National Endowment for the Arts. Elle rédige des critiques et des essais sur des sujets littéraires pour le New York Times Book Review, la New York Review of Books, le New Yorker et Vogue. En 2003, Strouse est nommée directrice Sue Ann et John Weinberg du Centre Dorothy et Lewis B. Cullman pour les chercheurs et les écrivains de la New York Public Library.
Le livre de Strouse , Alice James : A Biography, parait en 1980 et remporte un prix Bancroft. Regard sympathique mais objectif sur la sœur cadette du philosophe William James et du romancier Henry James, la biographie montre comment Alice James a lutté contre diverses maladies pour créer son journal mémorable. Le livre suivant de Strouse, Morgan: American Financier (1999), est aussi un succès. Elle édite deux livres d'Henry James : l'édition de la Library of America des nouvelles de James de 1864 à 1874, et l'édition NYRB du dernier roman achevé de James, The Outcry.